# Letala församling
Letala församling (finska Laitilan seurakunta) är en evangelisk-luthersk församling i Letala stad i Egentliga Finland. Församlingen hör till Åbo ärkestift och Nousis prosteri. Församlingens verksamhet sker i huvudsakligen på finska.
Letala församling har cirka 6 600 medlemmar (2021) och Petri Laitinen är församlingens kyrkoherde. Letala församlings huvudkyrka är den medeltida S:t Michels kyrka från 1460-talet.
Letala kyrksocken har ursprungligen bestått av Untamala och Soukais (namnet är osäkert) kyrkosocknar. Uppdelningen har tydligen berott på skillnader i beskattningen. Gravarna i Untamala kan arkeologiskt dateras till 1200-talet eller äldre. I början av 1400-talet förenades de två socknarna till en socken med kyrkplats i Letala som blev socknens namn. Namnet används första gången 1425. Till arrangemanget hör att Untamala blev ett kapell medan Soukais dröjde kvar endast i folktraditionen. Från församlingen har senare avskilts Pyhämaa, Hinnerjoki och Kodisjoki församlingar.